# 世界なんて終わりなさい
『世界なんて終わりなさい』は、畑亜貴の2作目のフルアルバム。1999年1月25日、ディスクユニオンのレーベルであるArcangeloより発売された（ARC-1047）。

## 概要
1995年〜1996年にかけてライブ会場と通信販売で販売されたカセット作品『畑亜貴・1』『畑亜貴・2』『畑亜貴・3』の全収録曲12曲と、1995年に発売されたオムニバス作品『TROUBADOUR』収録曲2曲に、ライブで演奏していた2曲を加えた全16曲からなる。当初は全曲を新録する計画もあったが、オリジナルバージョンでの収録を要望する声が多かったため、当時の録音にまったく手を加えない形での発売となった。結果的に1995年前後の畑亜貴作品の集大成となっている。

## 収録曲
- 作詞・作曲・編曲は畑亜貴自身が担当している。細字タイトルはオリジナル収録作品。

1. 琥珀　『畑亜貴・1』
2. 針の実　『畑亜貴・1』
3. 火を見る未来　『畑亜貴・1』
4. 紀元前　『畑亜貴・1』
5. 天狼星　『畑亜貴・2』
6. 不眠が全て　『畑亜貴・2』
7. 窒素揺れて　『畑亜貴・2』
8. 熱　『畑亜貴・2』
9. メソポタミアの殺人　『畑亜貴・3』
10. 赤い蝋燭　『畑亜貴・3』
11. 海への眺めの　『畑亜貴・3』
12. けだし,目とは　『畑亜貴・3』
13. 香気よ　『TROUBADOUR』
14. 安堵　『TROUBADOUR』
15. 死霊の館 （初音源化）
16. 世界なんて終わりなさい （初音源化）